# Oktiabryści

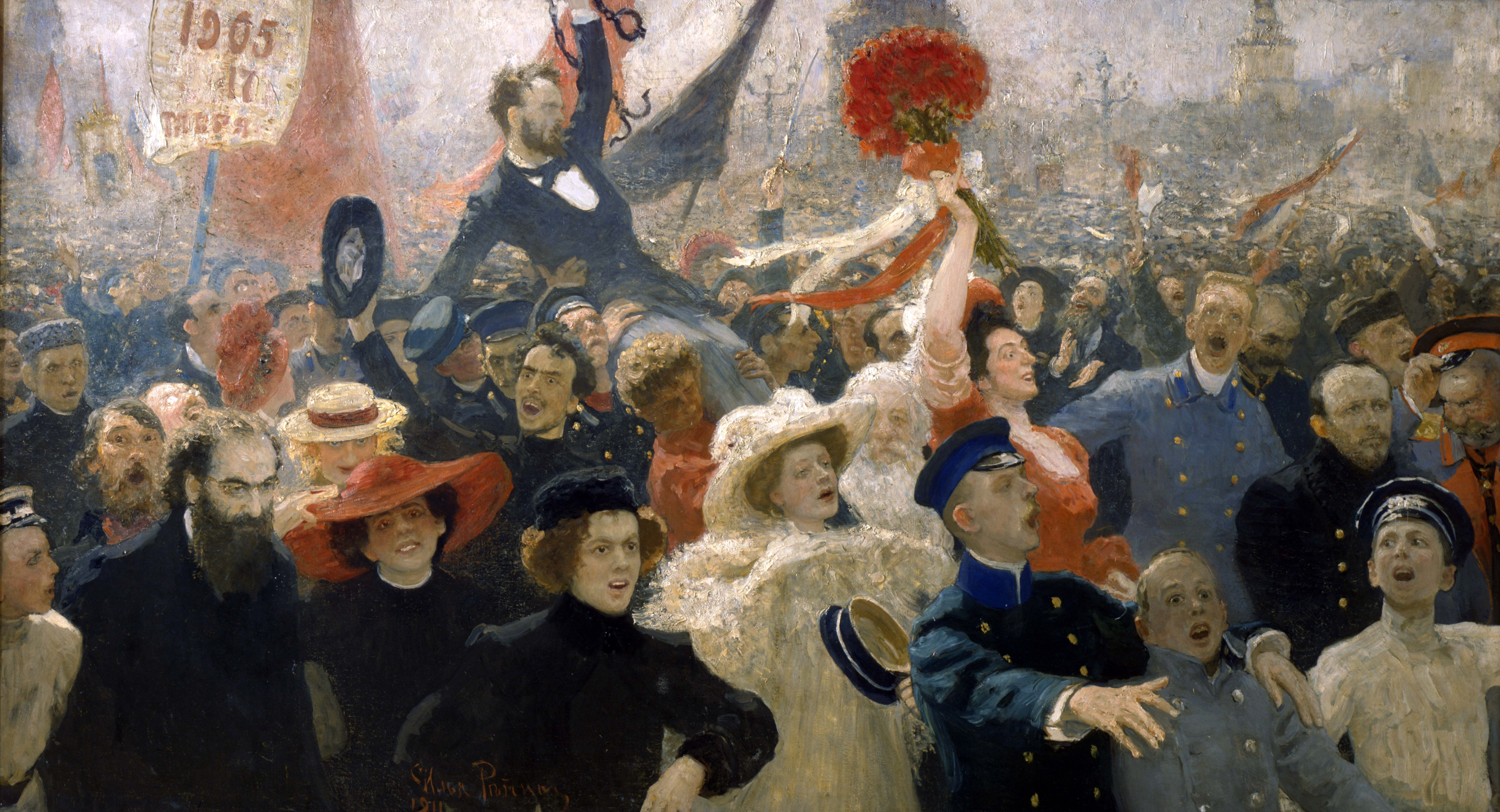
„Manifestacja 17 października” – obraz Ilji Riepina.

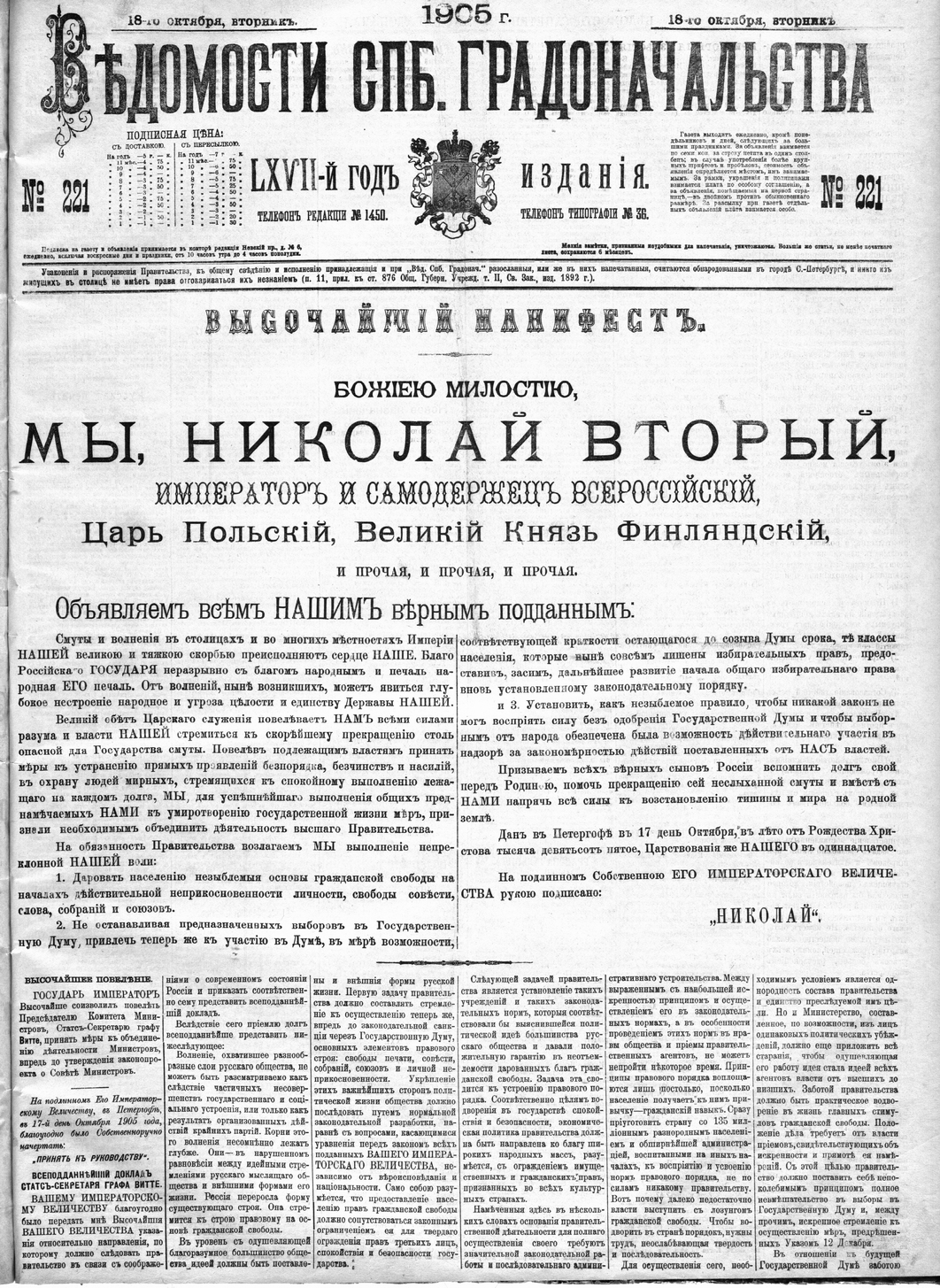
Oficjalny tekst manifestu październikowego

Oktiabryści, właśc. Związek 17 Października (ros. Союзъ 17 Oктября, [czyt. Sojuz 17 oktiabria]), potocznie październikowcy (ros. Октябристы) – centroprawicowa rosyjska partia polityczna (prawicowi liberałowie), której podstawą ideową był manifest z 30 października 1905 (17 października według kalendarza juliańskiego). 
Założona została w październiku 1905. Związek 17 Października skupiał ziemian i wielkich przemysłowców. Październikowcy byli zwolennikami monarchii konstytucyjnej, głosili nacjonalizm rosyjski, a od 1909 wielkomocarstwowy szowinizm. Odgrywali dużą rolę w Dumach Państwowych (szczególnie III i IV Dumie). W połowie 1917 zaprzestali samodzielnej działalności, udzielali poparcia kadetom. Przewodniczącym partii był Aleksandr Guczkow. Do znaczących oktiabrystów należeli: Michaił Rodzianko, Nikołaj Chomiakow, Peter Carl Fabergé i inni. Organy prasowe: Słowo (1905–1954), Głos Moskwy (1906–1915).